# Gösta Bergkvist
Denna artikel behandlar skådespelaren och produktionsledaren Gösta Bergkvist. För medeldistanslöparen se Gösta "Sågmyra" Bergkvist.
Gösta Bergkvist, född 6 november 1931 i Bromma, död 29 april 1995 i Hässelby, var en svensk produktions- och inspelningsledare samt skådespelare.
Gösta Bergkvist är gravsatt i minneslunden på Bromma kyrkogård.

## Produktionsledare
- 1967 – Den röda kappan

## Filmografi
- 1965 – Åsa-Nisse slår till
- 1973 – Anderssonskans Kalle i busform
- 1974 – Flossie
- 1982 – Hedebyborna (TV-serie)
- 1983 – Spanarna (TV-serie)